# Naprzód, przyjaciele
„Naprzód, przyjaciele” (ros. "Вперёд, друзья", "Wpieriod, druzja") – rosyjska (radziecka) rewolucyjna piosenka górników. Nie są znani autorzy jej słów ani melodii.

## Tekst piosenki
| Tekst rosyjski Угрюмый лес стоит вокруг стеной; Стоит, задумался и ждёт. Лишь вихрь в груди его взревёт порой: Вперёд, друзья, вперёд, вперёд, вперёд. В глубоких рудниках металла звон, Из камня золото течёт. Там узник молотом о камень бьёт, Вперёд, друзья, вперёд, вперёд, вперёд. Иссякнет кровь в его груди златой, Железа ржавый стон замрёт. Но в недрах глубоко земля поёт: Вперёд, друзья, вперёд, вперёд, вперёд. Кто жизнь в бою неравном не щадит, С отвагой к цели кто идет, Пусть знает: кровь его тропу пробьет, Вперёд, друзья, вперёд, вперёд, вперёд. | Transkrypcja Ugriumyj les stoit wokrug stienoj; Stoit, zadumałsia i żdiot Lisz wichr' w grudi jego wzriewiot poroj: Wpieriod druzja, wpieriod, wpieriod, wpieriod. W głubokich rudnikach mietałła zwon, Iz kamnia zołoto tieczot. Tam uznik mołotom o kamień bjot, - Wpieriod, druzja, wpieriod, wpieriod, wpieriod. Issiakniet krow' w jego grudi złatoj, Żeleza rżawyj ston zamriot. No w niedrach głuboko ziemla pojot: Wpieriod, druzja, wpieriod, wpieriod, wpieriod. Kto żyzń w boju nierawnom nie szczadit, S otwagoj k celi kto idiet, Pust' znajet: krow' jego tropu probjet, Wpieriod, druzja, wpieriod, wpieriod, wpieriod. | Po polsku Ponury las stoi niczym mur dokoła; Stoi, zadumany i czeka. Tylko wicher w piersi jego zawyje czasem: Naprzód przyjaciele, naprzód, naprzód, naprzód. W głębokich kopalniach metal dzwoni, Z kamienia złoto tryska. Tam więzień młotem o kamień bije, Naprzód przyjaciele, naprzód, naprzód, naprzód. Wysycha krew w jego złotej piersi, Żelaza rdzawy jęk zamiera. Lecz w głębinach ziemia śpiewa: Naprzód przyjaciele, naprzód, naprzód, naprzód. Kto życia w boju nierównym nie szczędzi, Z odwagą do celu, kto zmierza, Niechaj wie, że jego krew ślad pozostawi, Naprzód przyjaciele, naprzód, naprzód, naprzód. |